# Jorge Enrique Jiménez Carvajal
Jorge Enrique Jiménez Carvajal CIM (ur. 29 marca 1942 w Bucaramanga) – kolumbijski duchowny rzymskokatolicki, w latach 2005–2021 arcybiskup Cartagena de Indias, kardynał od 2022.

## Życiorys
Święcenia kapłańskie przyjął 17 czerwca 1967 w Zgromadzeniu Jezusa i Maryi. Był m.in. profesorem seminariów w Santa Rosa de Osos i Bogocie (seminarium eudystów), dyrektorem instytutu teologicznego w Bogocie oraz przełożonym kolumbijskiej prowincji swego zakonu.
9 listopada 1992 został prekonizowany biskupem Zipaquirá. Sakry biskupiej udzielił mu 12 grudnia 1992 kard. Mario Revollo Bravo.
W 1993 został wybrany sekretarzem generalnym Konferencji Episkopatu Kolumbii. Dwa lata później objął ten sam urząd w Radzie Biskupów Ameryki Łacińskiej, zaś po ukończeniu czteroletniej kadencji został przewodniczącym tej organizacji.
6 lutego 2004 został mianowany arcybiskupem koadiutorem Cartagena de Indias. Rządy w archidiecezji objął 24 października 2005. 25 marca 2021 papież Franciszek przyjął jego rezygnację z pełnionego urzędu. 29 maja 2022 podczas modlitwy Regina Coeli papież Franciszek ogłosił jego nominację kardynalską. 27 sierpnia Carvajal został kreowany kardynałem prezbiterem i otrzymał kościół tytularny Santa Dorotea. W związku z ukończeniem 80 lat przed kreacją, nie będzie miał prawa udziału w konklawe.